# Aldarhán járás
Aldarhán járás (mongol nyelven: Алдархаан сум) Mongólia Dzavhan tartományának egyik járása. Területe 7100 km². Népessége kb. 3708 fő.
Székhelye Aldar (Алдар), mely 35 km-re délnyugatra fekszik Uliasztaj tartományi székhelytől.